# Heinrich Vieter

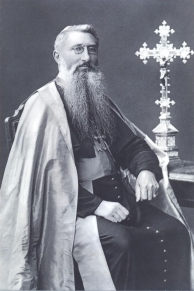
Photographie de Mgr Vieter

Gerhard Heinrich Vieter, de la congrégation des pallottins, né le 13 février 1853 à Cappenberg (un quartier de Selm) et mort à Mvolyé (près de Yaoundé) le 7 novembre 1914, est un évêque catholique allemand qui fut le premier vicaire apostolique du Kamerun (aujourd'hui Cameroun).

## Biographie
Heinrich Vieter naît dans une famille modeste du sud de la région de Münster. Après avoir travaillé dans la menuiserie, il entre en 1883 chez les pallottins de Masio, congrégation missionnaire fondée par saint Vincent Pallotti cinquante ans plus tôt. Il fait sa théologie à Rome à la Grégorienne de 1884 à 1887, et il est ordonné prêtre le 8 mai 1887. Il est envoyé enseigner au séminaire de Masio. Il fait une courte mission d'un an (1889-1890) pour accompagner des émigrants italiens au Brésil, puis il est désigné pour le Kamerun, nouvelle colonie allemande.
Heinrich Vieter est nommé le 20 juillet 1890 premier préfet apostolique de ces territoires. Il part en octobre accompagné de sept autres missionnaires pallottins. Ils s'installent à Douala; mais doivent bientôt quitter la bourgade à cause de l'opposition des pasteurs presbytériens. Ils fondent le village de Marienberg à côté d'Édéa. Après quatorze ans de fondations de nouvelles missions et d'écoles, il devient le premier vicaire apostolique du Kamerun le 24 décembre 1904. Saint Pie X le nomme évêque in partibus de Paraetonium (de). Il est consacré le 22 janvier 1905 à la cathédrale de Limburg. Il visite la Varmie, en province de Prusse-Orientale, à l'automne-hiver 1909, pour lever des fonds et recruter de nouvelles vocations. Il prêche à Braunsberg et dans deux églises d'Allenstein, Saint-Jacques et au Sacré-Cœur, et visite en Galicie les maisons pallottines de Wadowice (le Collegium Marianum) et de Kochawina.
Lorsqu'un chef boulou, Martin-Paul Samba, est condamné à mort pour trahison, il essaye en vain de fléchir les autorités coloniales.
Il souffre dans ses dernières années de maladies tropicales et meurt affaibli à l'évêché de Yaoundé en 1914, deux ans avant que la ville ne soit prise par les Alliés qui en chassent les autorités coloniales allemandes et les pallottins. Une grande foule suit ses funérailles.
Pour le centenaire de la fondation du vicariat apostolique, l'archevêque de Yaoundé a ouvert en 2005 le procès en béatification de Mgr Vieter. Il est donc considéré comme Serviteur de Dieu par l'Église catholique.